# Garbling
Der Begriff Garbling wird in der Sekundärradartechnik für eine besondere Art von Störungen des Empfangs verwendet. Es handelt sich um eine Überlappung von Antworten von zwei oder mehreren Transpondern, deren gleichzeitiger Empfang den übertragenen Transpondercode verfälschen können. Die deutsche Entsprechung Schlüsselverwirrung wird im Sprachgebrauch nur noch selten verwendet.

## Technischer Hintergrund

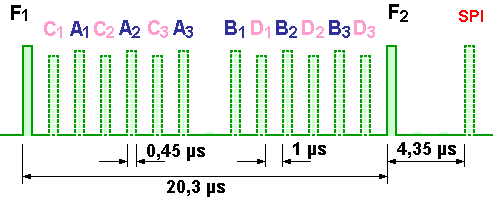
Antworttelegramm des Transponders

Die Antwort eines Transponders besteht aus zwei bis 15 Impulsen, deren Position zwischen den beiden äußeren Rahmenimpulsen eine codierte Antwort auf die Abfrage einer Bodenstation ist. Die Länge eines Antworttelegramms im Mk X-a System beträgt 20,3 µs. Dies entspricht bei der Wellenausbreitung einer Entfernung von 3 km. Befinden sich im Erfassungsbereich der Richtantenne zwei oder mehr Flugziele, deren radiale Entfernung kleiner als 3 km ist, so laufen die Antworttelegramme teilweise ineinander.
Hierbei unterscheidet man grundsätzlich zwei Arten der Überlappung:
a) Nichtsynchrones Garbling;
b) Synchrones Garbling.
Liegen zwei Antworten so übereinander, dass ihre Zeitraster nicht deckungsgleich übereinanderfallen, so spricht man von nicht synchronem Garbling. Solche Antworten können getrennt und einzeln richtig decodiert werden. Liegen zwei Antworten aber so übereinander, dass sie ein gemeinsames Zeitraster haben, handelt es sich um synchrones Garbling.
Es lässt sich in der Decodierung nicht mehr feststellen, ob ein einzelner Impuls dem einen oder dem anderen oder gar beiden Antworttelegrammen angehört. Dadurch würde es zur Decodierung völlig neuer und falscher Antworten kommen, die mit den ursprünglichen Antworten nichts mehr zu tun haben. Somit müssen die mehrdeutigen Antworten gesperrt werden.

## Unterdrückung von Falschantworten
Dieser Prozess der Trennung von falschen bzw. mehrdeutigen von korrekten Antworten wird „Degarbling“ genannt. Beim Degarbling besteht das Problem in der Erkennung von decodierbaren und nicht decodierbaren Varianten des Garblings. Schließlich kann auch bei einer korrekten Antwort mit einem vorhandenen C2-Impuls (siehe Antworttelegramm) der Rahmen ein zweites Mal auftreten. Dieser Spezialfall wird Scheingarbling genannt. Die folgende Tabelle zeigt die möglichen Fälle von Garbling und deren Dekodiermöglichkeit.
| Garbling                 | Impulsbild | Decodierung   |
| ------------------------ | ---------- | ------------- |
| nichtsynchrones Garbling |            | möglich       |
| synchrones Garbling      |            | nicht möglich |
| Scheingarbling           |            | möglich       |
| „Closly spaced“          |            | möglich       |

## Degarblingschaltung
Um die beschriebenen Garbling-Fälle zu erkennen und entsprechend verarbeiten zu können, werden spezielle Degarbleschaltungen eingesetzt. Der technische Ablauf in diesen Schaltungen ist eine Speicherung des empfangenen Impulsmusters und der Vergleich mit den Rahmenimpulsen.
Die benötigten Verzögerungsleitungen mit den Abgriffen von 1,45 µs (Takt des Antwortimpulsrasters) können auch als Schieberegister realisiert sein. Der gesamte Vorgang kann ebenso in einer prozessorgesteuerten Schaltung oder als Programm ablaufen.

### Funktionsablauf
- Erkennen von Rahmenimpulsen durch Verzögerungsleitung DL1
- verzögern der erkannten Rahmenimpulse durch Verzögerungsleitung DL2
- prüfen, ob Rahmenimpulse ineinanderlaufen (durch Verzögerungsleitung DL3 und dem folgenden ODER-Gatter)
- nein: also Freigabe der Decodierung

### Animation des Ablaufes in einer Degarbleschaltung
|                 |                     |                |
| normale Antwort | synchrones Garbling | Scheingarbling |

Sollte es sich um synchrones Garbling halten, so wird im Oder-Gatter die Antwort nicht weitergeleitet. Bei Auftreten von Scheingarbling wird genau dieser Takt (bei 15,95 µs) einfach nicht verwendet.

## Quelle
- Radartutorial